# Barthélemy Pocquet
Barthélemy Pocquet, né le 1er décembre 1852 à Rennes et mort le 16 octobre 1926 à Cesson-Sévigné, est un historien français, spécialiste de l'histoire de la Bretagne. 

## Biographie
Fils de l'avocat rennais Barthélemy-Jean-Pierre Pocquet du Haut-Jussé (1820-1878) et de Virginie Joséphine Villalard (1830-1910), Barthélemy-Ambroise-Marie Pocquet du Haut-Jussé est un  spécialiste du XVIIIe siècle breton. Il achève sous le nom de Barthélemy Pocquet la publication de l'Histoire de la Bretagne d'Arthur de La Borderie après la mort de celui-ci en 1901. Il est l'auteur d'une partie du tome quatrième (1364-1515) c'est-à-dire des règnes d'Arthur III de Bretagne de François II et d'Anne de Bretagne et de la totalité des tomes cinquième (1515-1715) et sixième (1715-1789).  
Il fut docteur en droit et pris la suite de son père à la direction du Journal de Rennes. Il fut président de la Société archéologique et historique d'Ille-et-Vilaine et fonda la Société d'histoire et d'archéologie de Bretagne. Il devint aussi chevalier de l'ordre de Saint-Grégoire-le-Grand.
Il meurt en son château de la Moinerie, à Cesson-Sévigné en 1926.  
Il est le père de l'historien Barthélemy Pocquet du Haut-Jussé.

## Ouvrages
- sous le nom de Barthélemy Pocquet, continuateur de Histoire de Bretagne, réédit. Joseph Floch imprimeur éditeur à Mayenne 1975.
- Le Pouvoir absolu et l'esprit provincial. Le duc d'Aiguillon et La Chalotais Paris, 1900.
- Un prédicateur poursuivi en 1770, 1903.
- Études historiques. L'Opposition aux états de Bretagne. La Tenue de 1760, 1892.
- Les origines de la révolution en Bretagne Éditeur, É. Perrin, Paris 1885.
- Débuts du duc d'Aiguillon en Bretagne, les États de 1756, 6 décembre 1756 - 7 février 1757 Editeur, Lafolye, 1890.

## Postérité
Une rue de Rennes porte son nom depuis 1931.